# とちぎメディカルセンター しもつが

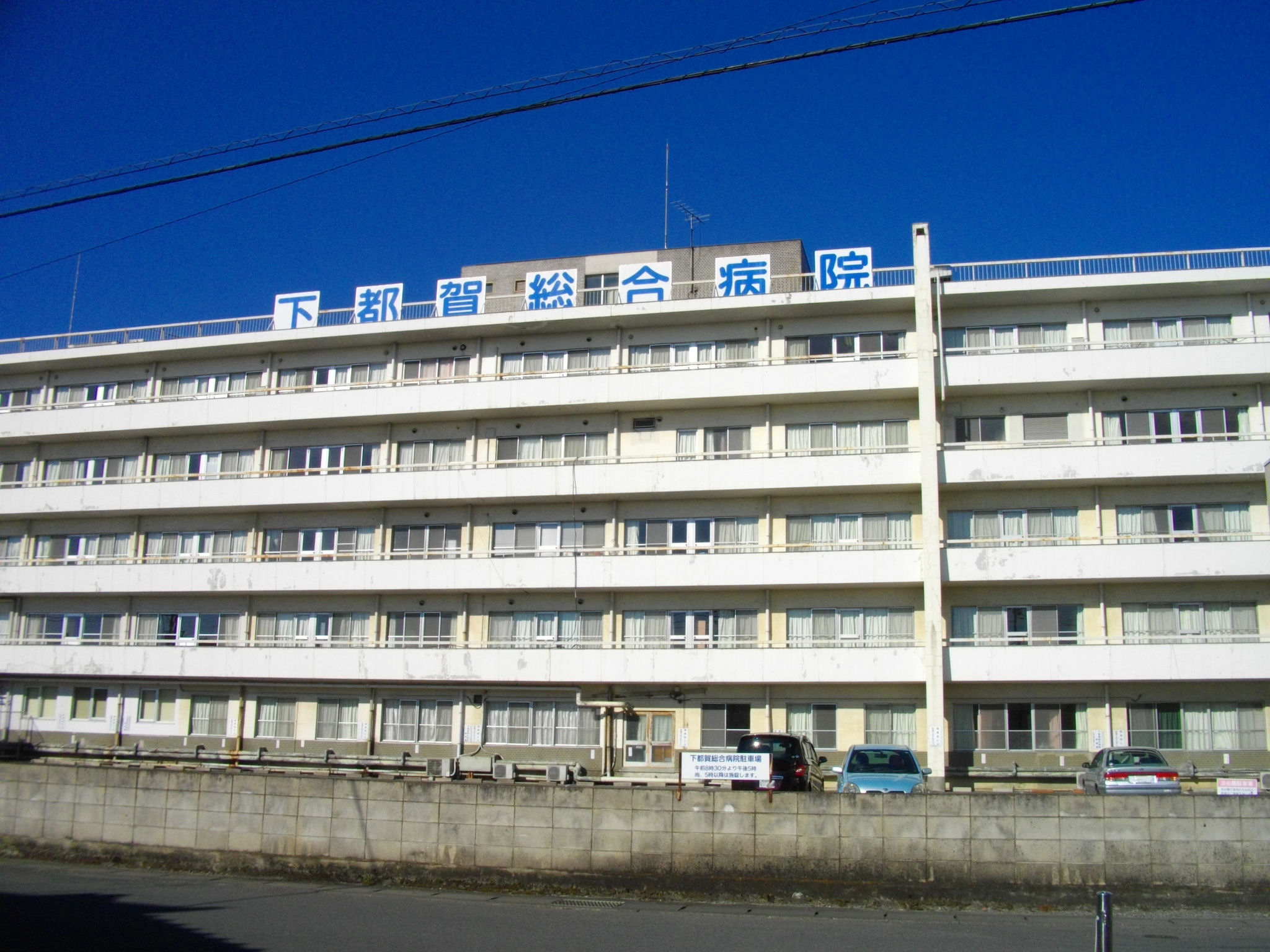
旧下都賀総合病院

とちぎメディカルセンター しもつが（Tochigi-Medical-Center-Shimotsuga）は、栃木県栃木市にある一般財団法人とちぎメディカルセンターが設置した病院。

## 概説
設立の経緯は、とちぎメディカルセンター#歴史を参照。
下都賀総合病院を新築移転する形で開院した。同院は栃木県厚生農業協同組合連合会（JA栃木厚生連）が運営する、栃木市の中核的な医療機関であったが、施設・設備の老朽化、医師不足による一部診療科の休止・縮小、運営母体の経営難などが重なり、JA栃木厚生連は運営からの撤退を表明した。そこで市内にある、とちの木病院と下都賀郡市医師会病院を含めて再編統合することとなり、3病院の運営母体として一般財団法人とちぎメディカルセンターが2013年に発足し、2016年に下都賀総合病院の代替となる「とちぎメディカルセンター しもつが」（TMCしもつが）が開院した。
TMCしもつがは、統合再編前の3病院が各々担っていた二次救急医療の機能を集約し、がん治療や脳卒中に関しては栃木県の中核病院となっている。また地域医療支援病院など各種医療機関指定を受けている。統合再編により、1日平均入院患者数は2015年度の190.6人から2018年度の258.6人に、1日平均通院患者数は2015年度の583.9人から2018年度の675.9人と増加傾向にある。

## 診療科
- 内科
- 精神科
- 神経内科
- 呼吸器内科
- 消化器内科
- 循環器内科
- 腎臓内科
- 内分泌内科
- 小児科
- 外科
- 消化器外科
- 乳腺外科
- 整形外科
- 形成外科
- 脳神経外科
- 皮膚科
- 泌尿器科
- 婦人科
- 眼科
- 耳鼻咽喉科
- 救急科
- 麻酔科
- 放射線科
- リハビリテーション科
- 老年内科
- 病理診断科

## 指定
- 保険医療機関
- 国民健康保険療養取得機関
- 労災指定医療機関
- 指定自立支援医療機関（育成医療・更生医療）

（精神通院医療）
- 母体保護法指定医
- 養育医療指定病院（休止）
- 結核指定医療機関
- 原子爆弾被爆者一般疾病医療機関
- 精神保健福祉法指定病院
- 生活保護法等指定医療機関
- 難病患者法指定医療機関
- 小児慢性特定疾患指定医療機関